# Gurgy-la-Ville
Gurgy-la-Ville är en kommun i departementet Côte-d'Or i regionen Bourgogne-Franche-Comté i östra Frankrike. Kommunen ligger i kantonen Recey-sur-Ource som tillhör arrondissementet Montbard. År 2022 hade Gurgy-la-Ville 26 invånare.

## Befolkningsutveckling
Antalet invånare i kommunen Gurgy-la-Ville
Referens:INSEE